# Tishman Construction
Tishman Construction Corporation ist eine Gebäudebaugesellschaft mit Sitz in New York City, die in den gesamten Vereinigten Staaten operiert. Das Unternehmen ist trotz des ähnlichen Namens nicht identisch mit dem Immobilienentwickler Tishman Speyer Properties.
Gegründet wurde das Unternehmen im Jahr 1898. Zu Anfang nahm das Familienunternehmen kleinere Aufträge entgegen. Die meisten Bauprojekte beschränkten sich auf New York City, erweiterten sich jedoch ab den 1960er Jahren rasch in den gesamten USA. Ab Ende 1960er Jahre errichtete Tishman einige sehr bekannte Bauwerke: 1969 wurde in Chicago das John Hancock Center fertiggestellt, das seiner Zeit zweithöchste Gebäude der Welt. 1972 und 1973 wurden die ehemaligen Türme des World Trade Center in New York eröffnet, die von Tishman errichtet wurden. Auch das alte, 1987 fertiggestellte World Trade Center 7 wurde von einem Bauteam des Büros Tishman gebaut.
Nach dem Jahr 2000 nahm Tishman insbesondere in New York einige Bauaufträge entgegen: Beispiele hierfür sind Bauten wie das neue 7 World Trade Center (2006), der Four Times Square (2000) der Bank of America Tower (2009) und einige Gebäude des neuen World Trade Center Komplexes. Als weiteres federführendes Projekt kann hier insbesondere das One World Trade Center erwähnt werden. Tishman Construction gehört seit 2010 zum Ingenieursdienstleister AECOM.

## Werke
Einige der bekannten Bauwerke, für deren Errichtung das Unternehmen verantwortlich war:

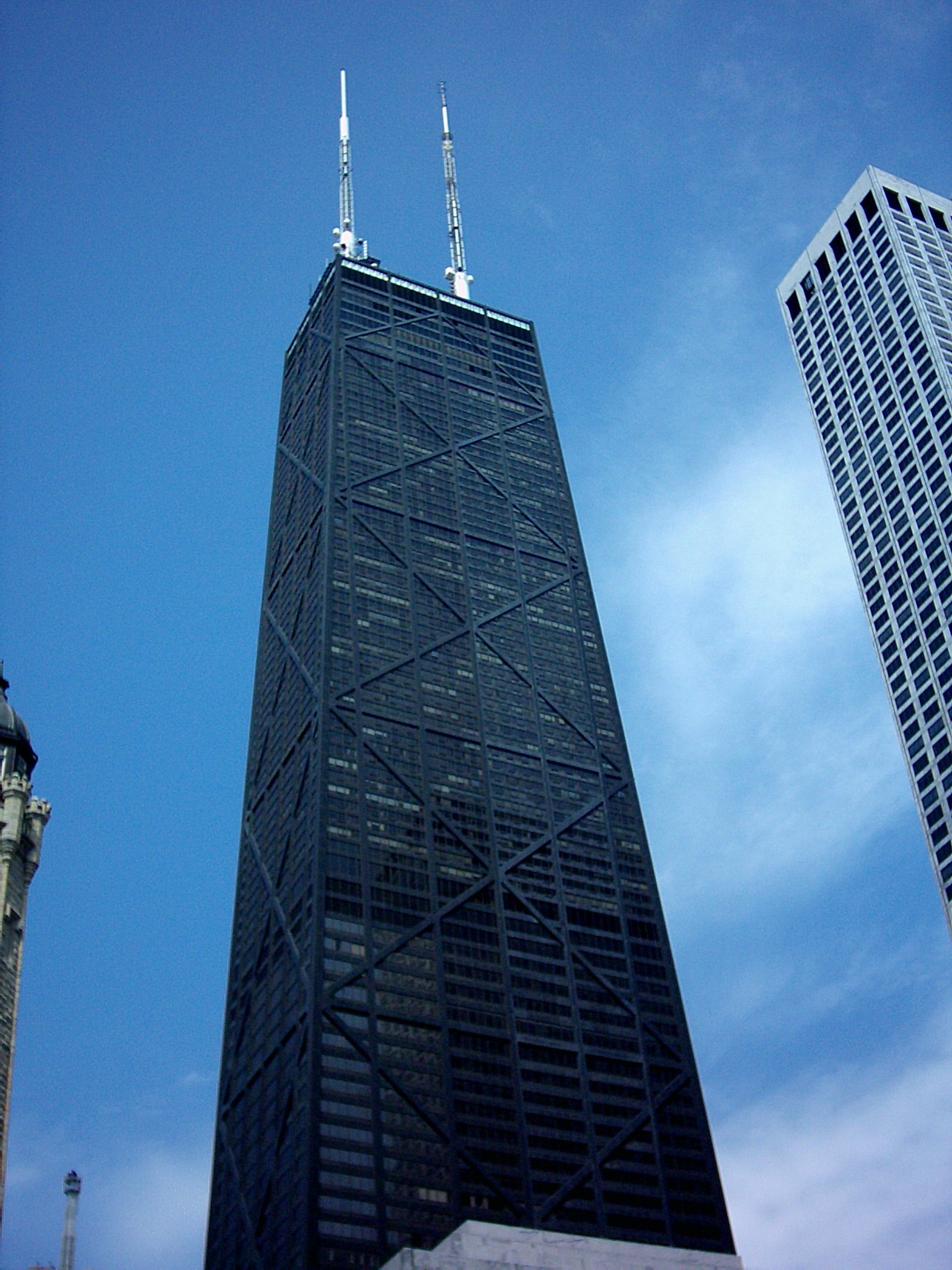
John Hancock Center (1969)
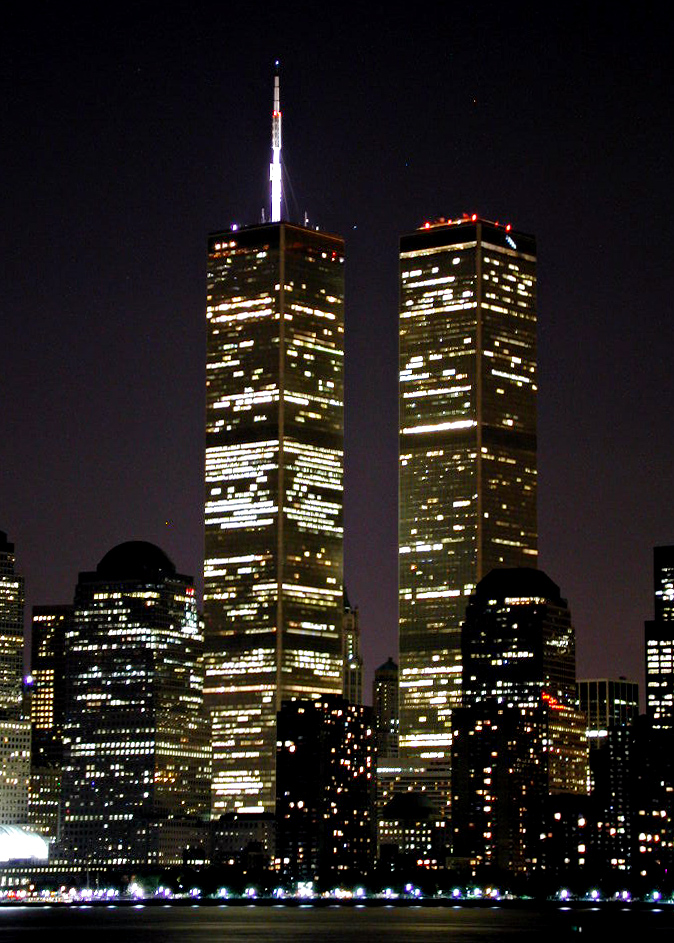
World Trade Center (1972–2001)
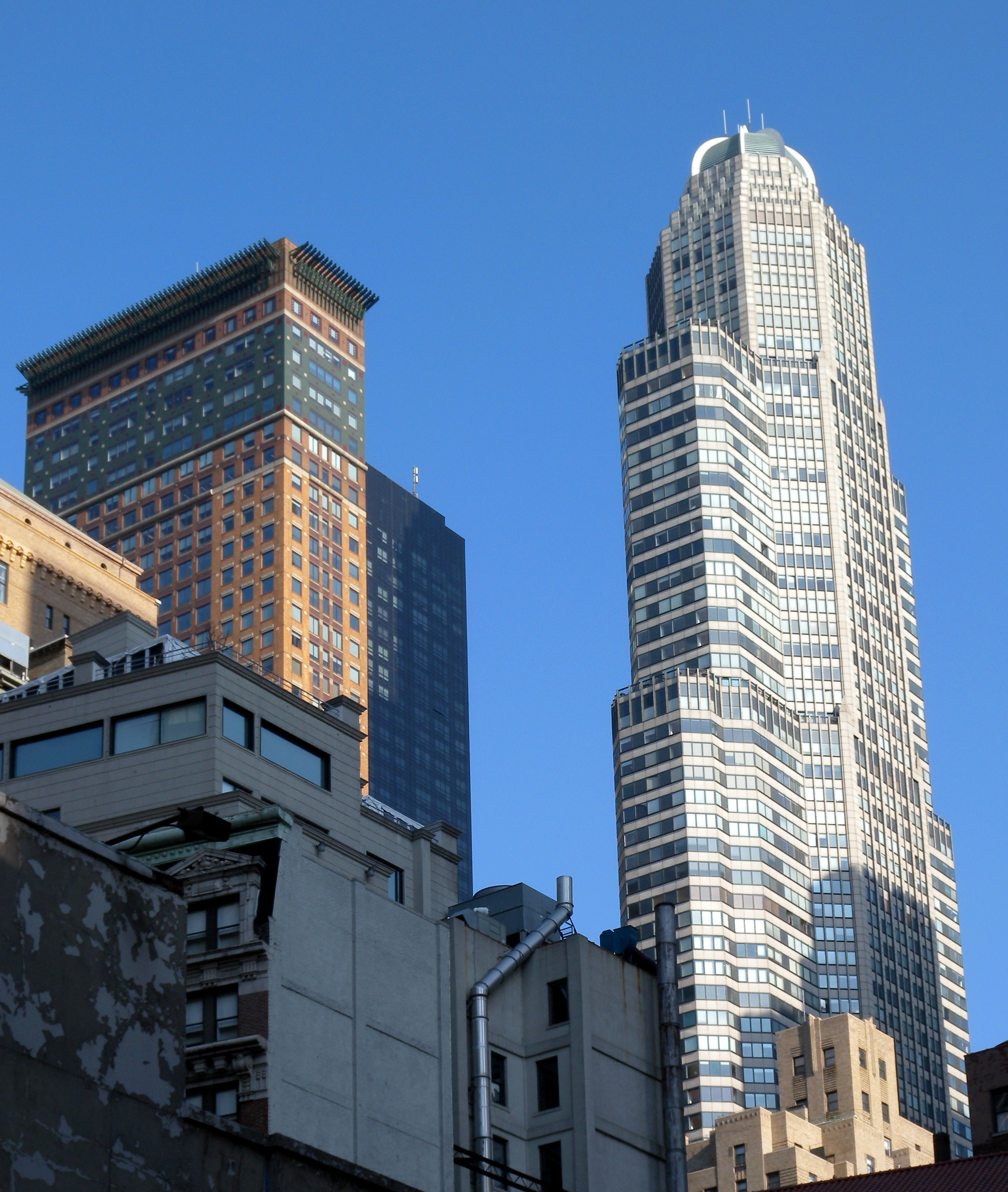
CitySpire Center (1987)
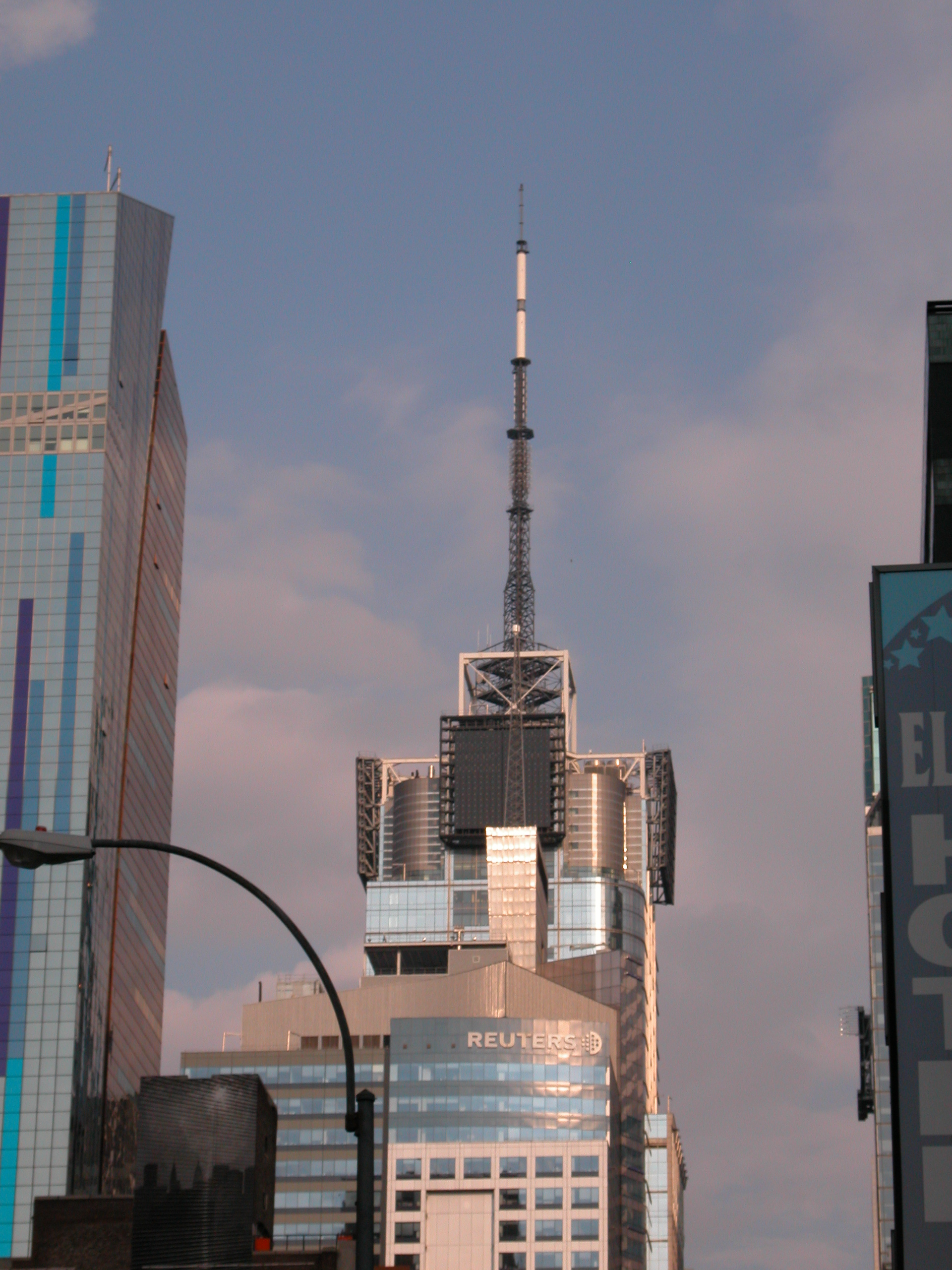
Four Times Square (2000)
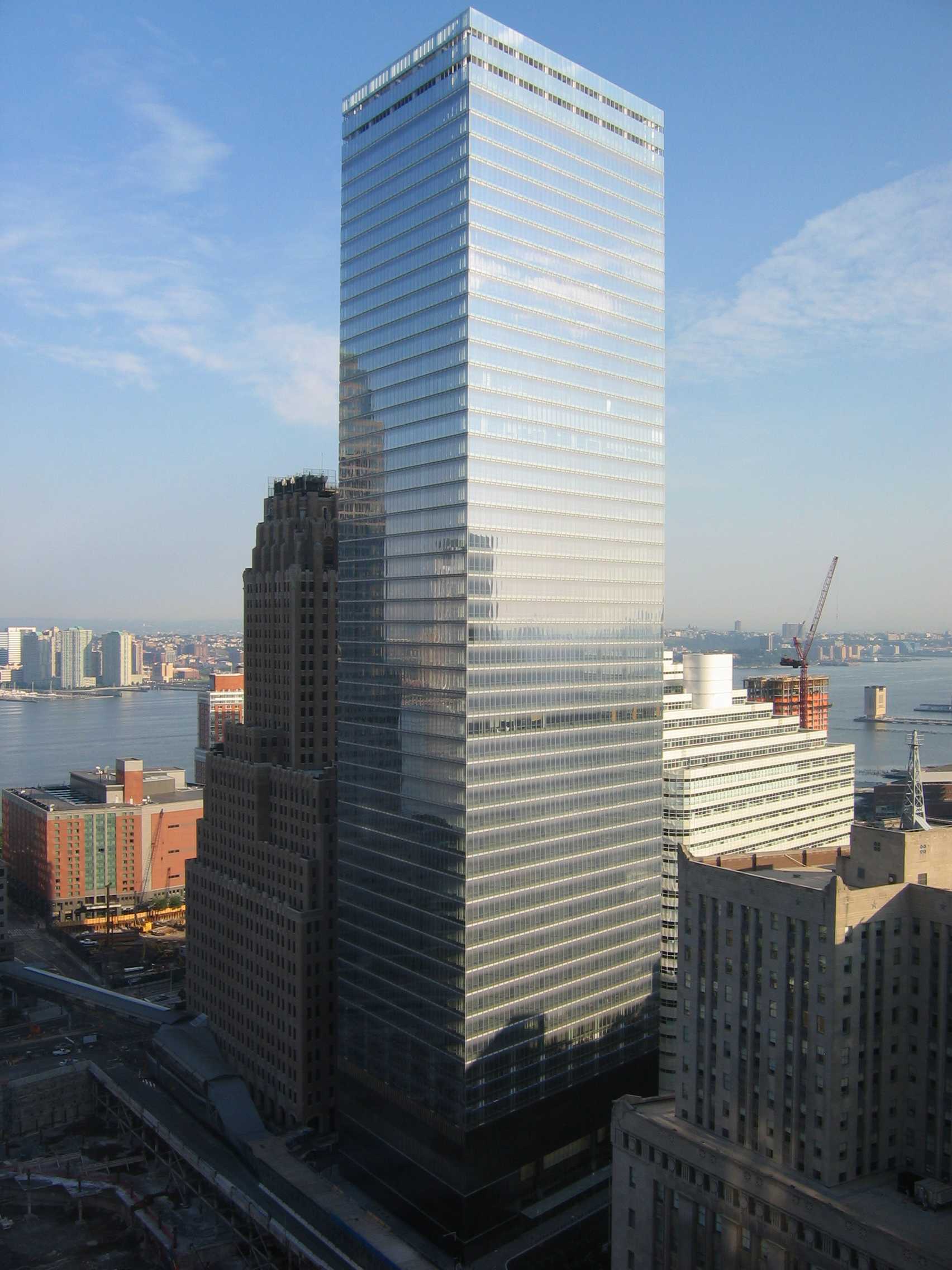
7 World Trade Center (2006)
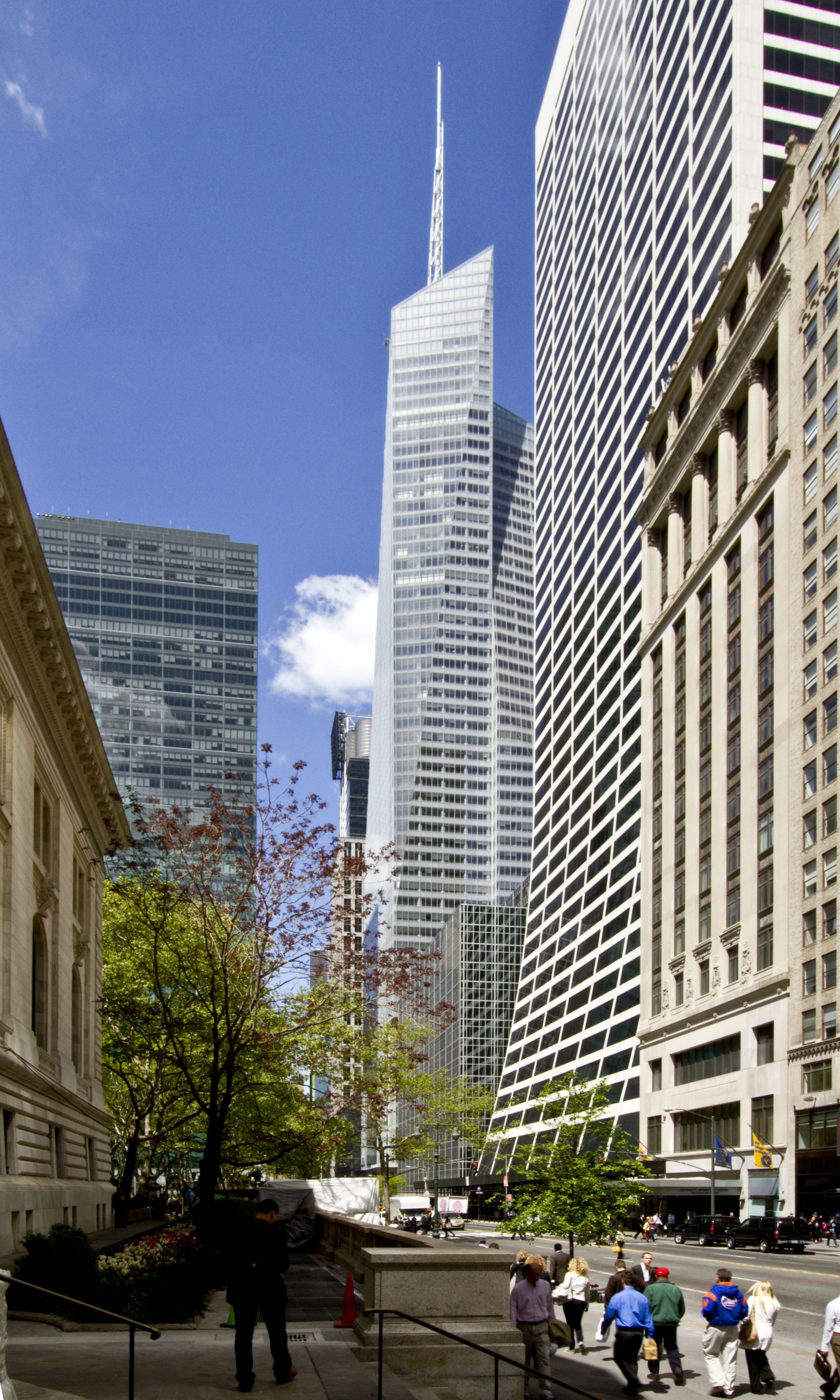
Bank of America Tower (2009)
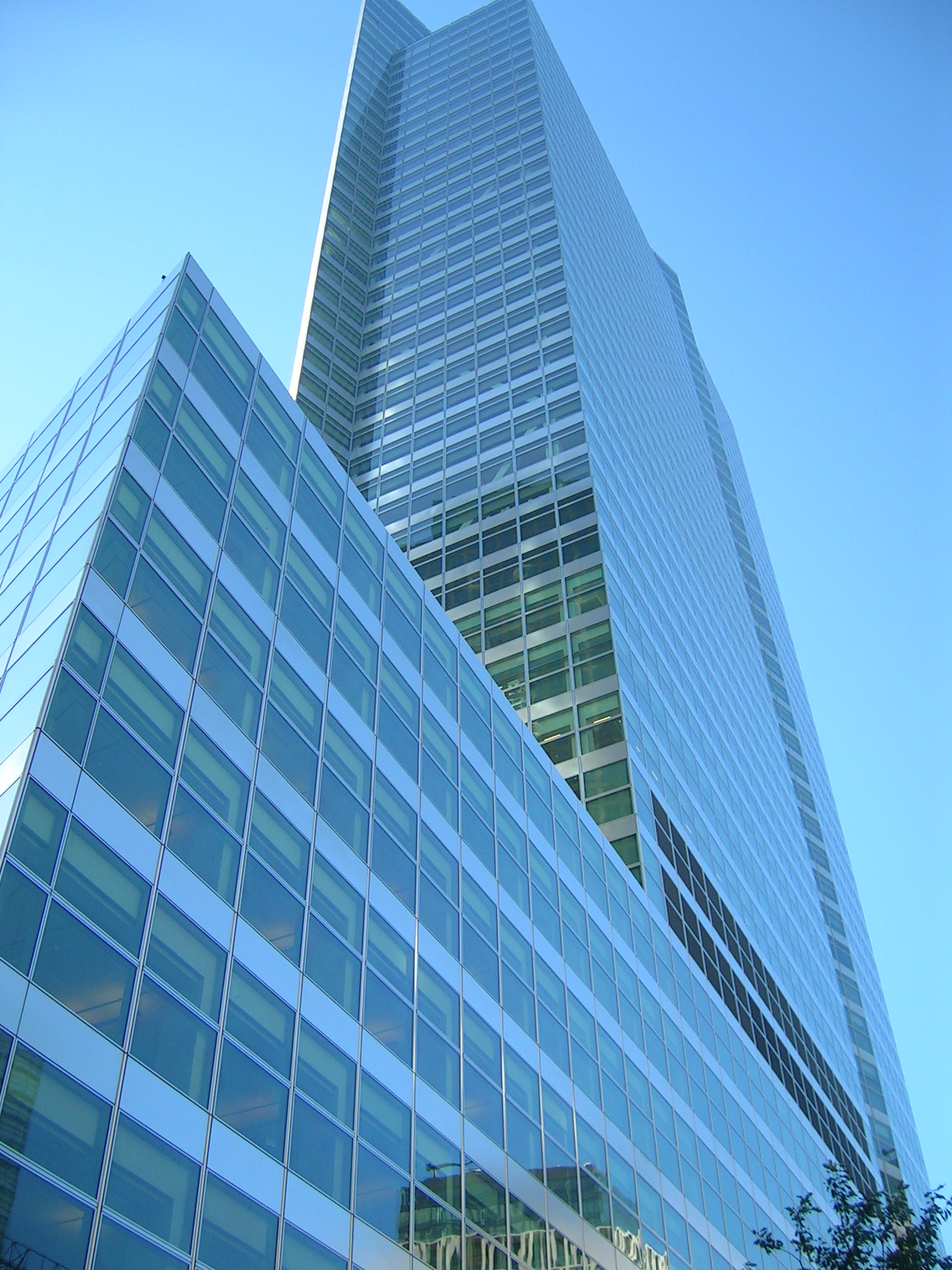
200 West Street (2010)
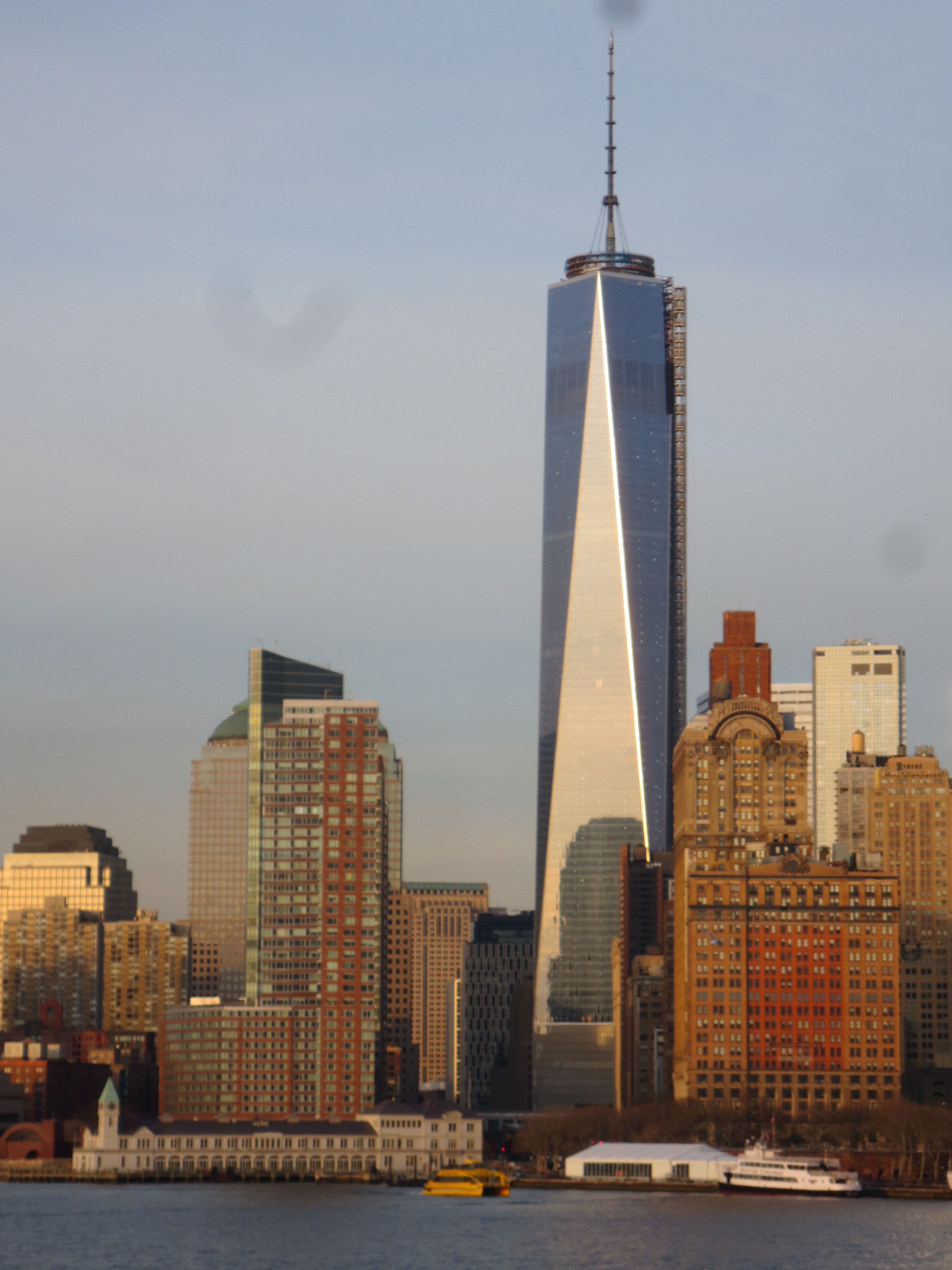
One World Trade Center (2014)